# 4552 Nabelek
4552 Nabelek este un asteroid din centura principală, descoperit pe 11 mai 1980 de Antonín Mrkos.